# Componocancridae
Componocancridae is een monotypische familie van fossiele krabben uit de superfamilie Componocancroidea met als enige geslacht: 
- Componocancer  † Feldmann, Schweitzer & Green, 2008